# Ahès
Ahès (nom breton, autre graphie : Ahez) est un personnage du légendaire breton, princesse, fée ou géante, parfois confondu avec Dahut, la fille du roi Gradlon dans la légende de la ville d'Ys. Elle est surtout créditée de la création de routes, dont on trouve des traces dans la toponymie des « chemins d’Ahès ».

## Étymologie
Une étymologie explique le nom de la ville de Carhaix par le breton Ker Ahez, « la ville d'Ahès » (l'une des significations de ker en breton étant « ville » ou « village »). Cette étymologie fait de la princesse Ahès la fondatrice de la ville de Carhaix. Elle avait été proposée par le père Albert Le Grand dans La vie des saints de la Bretagne Armorique, un ouvrage de 1637. Cependant, Divi Kervella souligne que cette étymologie séduisante est fausse. Louis Pape dans sa thèse sur La civitas des Osismes à l'époque gallo-romaine reprend une explication d'abord proposée par Arthur de la Borderie qui fait d'Ahès une personnification de la puissance romaine, cela probablement dès l'époque des Osismes,. C'est ce qui explique que les voies romaines en breton soient souvent appelées « Hent Ahes ». Ahes serait alors issu du latin  accessus. 

## Description
Ahès a influencé la toponymie bretonne et l'astronomie, puisque « chemin d'Ahès » est l'un des surnoms de la Voie lactée, et « char d'Ahès » l'un de ceux de la constellation de la petite Ourse. Ahès est créditée d'une parenté avec Conan Mériadec. Selon les récits, elle peut être présentée comme une princesse, une fée ou une géante. La tombe d'Ahès la géante se trouverait sous un dolmen à Prat, dans le Trégor. 
Un chant de Gwrac'h Ahes (Ahès-la-vieille ou Ahès-la-fée) a été collecté par Guillaume-René Kerambrun, et probablement remanié par lui aussi.

### Confusion avec Dahut
Il y a une confusion avec le personnage de Dahut, faisant d'Ahès la seconde fille du roi Gradlon. Elle semble provenir du père Albert Le Grand, pour qui la ville de Carhaix ou Keraës a été fondée par une princesse nommée Ahès. Jean-Baptiste Ogée accroît la confusion en voyant dans Keraës « la Ker-Is des anciens ». En 1826, l'Histoire de Bretagne assimile très clairement Ahès à Dahut en parlant de la princesse Ahès, pécheresse et fondatrice du château de Ker-Ahès, devenu la ville de Carhaix.

### Chemins d'Ahès
Ahès est un personnage bâtisseur, comme la fée Mélusine. Elle aurait porté les pierres nécessaires à la construction des routes qui portent son nom. Le nom de « Hent Ahès » est attribué à de nombreuses voies romaines de Basse-Bretagne. Dans La Chanson d'Aiquin, un géant nommé Ohès construit un grand chemin ferré jusqu'à Carhaix. En 1843, depuis le pont de Marsac sur l'Aff, jusqu'à la rivière d'Oust, la voie est connue des paysans sous le nom de chaussée ou chemin d'Ahès. Cette dénomination s'applique à un grand nombre d'embranchements des anciennes voies. Nous la retrouvons dans la Bretagne bretonnante, aux environs de Quimper et de Carhaix, pour les voies romaines sont nommées Hend-Ahès, chemin d'Ahès. La voie de Vannes à Corseul était connue, au sortir de la forêt de Lanouée, sous le nom de Fossé-Ahès. L'une des dames de Rohan aurait fait construire une chaussée-Ahès. L'un des chemins d'Ahès aboutissait à la Baie des Trépassés.

## Dans la culture populaire
- Nolwenn Leroy : chanson Ahès, écrite par Gwennyn et enregistrée en 2012 sur l'album Ô filles de l'eau[12].
- Ahez est également un prénom actuel rare d'origine bretonne, inspiré de la légende de cette princesse Ahès.
- Alvan & Ahez, groupe breton qui représente la France à l'Eurovision 2022.